# Русештій-Век
Русештій-Век (рум. Ruseștii Vechi) — село в Яловенському районі Молдови. Входить до складу комуни, адміністративним центром якої є село Русештій-Ной.